# Herb gminy Brzeżno
Herb gminy Brzeżno – jeden z symboli gminy Brzeżno, ustanowiony 29 stycznia 2016.

## Wygląd i symbolika
Herb przedstawia na tarczy w polu błękitnym brzozę srebrną.